# ビンス・マクマホン・シニア
ビンス・マクマホン・シニア（Vince McMahon Sr.）ことビンセント・ジェームズ・マクマホン（Vincent James McMahon、1914年7月6日 - 1984年5月24日）は、アメリカ合衆国のプロレスリング・プロモーター。世界最大のプロレス団体WWEの創業者にして、元会長・ビンス・マクマホン（ビンセント・ケネディ・マクマホン）の父としても有名。

## 来歴
父はニューヨークのMSGを拠点にプロレス・ボクシングのプロモーターとして活躍したジェス・マクマホン。早くから父の仕事を手伝い、1954年の父の死後会社を継ぐ。NWA加盟プロモーター中でも屈指の大物として、大きな政治力を持っていた。MSGの主役はアントニオ・ロッカ、バディ・ロジャースといった自らのスタイルを確立した選手たちで、NWA本流の主役ルー・テーズやディック・ハットンのようなレスリングの強豪たちや、西海岸で大人気だったゴージャス・ジョージのような典型的ショーマンタイプでもなかった。
NWAには早くから内部に亀裂が生まれ、1960年にはバーン・ガニアらの一派が脱退してミネソタ州を拠点にAWAを設立。翌年NWAは新王者に全米一のスターだったロジャースを抜擢し、その数か月後、シカゴ地区のプロモーターのフレッド・コーラーが新会長に就任。コーラー、マクマホンはロジャースのブッキングを自分たち東北地区のプロモーターで独占した。これによってNWA内はコーラー、マクマホンと前会長サム・マソニックとの権力争いに発展し、コーラーは会長からおろされマソニックが会長に返り咲いた。1963年にはマソニック派はテーズを擁してロジャースからベルトを実力で奪い返した。これが契機となり、マクマホンは同年5月にNWAを脱退・新団体WWWF（現WWE）を旗揚げした。同時にかなりのリング上の主役も入れ替えが行われ、初代WWWF世界王者を破った若手のブルーノ・サンマルチノを新たなMSGの主役に抜擢した。
1972年、マクマホンはマソニックと和解しNWAに再加入。これによって王座の名称からは「世界」の部分が一時的に削除された。1979年にはWWWFをWWFに改称。1982年6月、実の息子であるビンス・マクマホン・ジュニアにWWFの親会社であったキャピタル・レスリング・コーポレーション社を売却。WWFがジュニアの指揮下で全米制圧に乗り出すのと同じ1984年5月、膵臓癌により死去。1996年、WWE殿堂入り。
古くから業界に関わる人間たちは、今でも「ビンス・マクマホン」といえばシニアの方を指し、息子はビンス・ジュニアと呼ぶ。もっともビンス・ジュニア本人は「ジュニア」という呼称を嫌うのは有名でもある。ニューヨーカーらしくビジネスに対してはシビアであったようだが、金払いは良く、業界の発展と安定に貢献したことから、今でも人格者として語られることが多い。

## 日本との関係
日本との関係では、1960年代前半にアメリカ武者修行中のジャイアント馬場をトップレスラーに起用したほか、1970年代中盤以降はアントニオ猪木の新日本プロレスと提携しアンドレ・ザ・ジャイアント、ボブ・バックランド、ハルク・ホーガンなどの大物レスラーを新日本に送り込み、自らもたびたび来日した。当時の新日本とWWFの関係は、新日本がシングル・タッグのリーグ戦（全日本のチャンピオン・カーニバルと世界最強タッグに相当）に「MSGシリーズ」「MSGタッグリーグ戦」と命名し、実権はともかく猪木の側近の新間寿がWWF会長の肩書きをもつ程であった。また、藤波辰巳を王者として久々にWWWF世界ジュニアヘビー級王座が復活し、藤波や初代タイガーマスクはWWFジュニア王者として新日本ジュニアヘビー級の黄金時代を築いた。1980年前後の新日本の豪華外人路線にとって、シニアとのパイプは欠かせないものであった。当時、実況を担当していた古舘伊知郎が、ワールドプロレスリングの番組内で、シニアの訃報を伝えている。

## 新間寿との仲
新間寿の回想によると、NWAのプロモーターの中でもとても紳士的な人物であり、言葉遣いも態度も乱暴なレスラー出身者とはその差が際立ったという。NWAのプロモーターの中でも全日本プロレスと新日本プロレスのどちらをに味方するかと言えばアメリカで名前の大きかった馬場の率いる全日本の方に95%が味方し、そんな中で新日本に味方してくれたプロモーターはマイク・ラベールとマクマホンの2人だけであった。そのため新間はマクマホンを非常に大切な存在と思っており、マクマホン夫妻を日本に招待した時（藤波辰爾がMSGに出場する2年ほど前）、新間が来日していた夫妻が宿泊する京王プラザホテルを尋ねたら手違いなのか部屋が普通のツインルームだったので、ホテル側に新間は「新日本の大事なお客さんを、何でこんな部屋に入れるんだ!スイートを取れ!」と怒鳴ってスイートルームを用意させたという逸話がある。こうした行動から新間はマクマホンの信頼を勝ち取り、以来マクマホンとは家族ぐるみの付き合いとなり、新間はWWFの名誉職に任命されたこともある。公私に渡って新間はマクマホンの世話になったため、死去した際にはマクマホンの眠る墓に行ってお経を読んだ。

## マクマホン・ファミリー
|                      |                      |                      |                      |                      |                      |  |  |                      |                      | ジェス・マクマホン         |                      |                      |                      |                    |                    |                                      |                                      |                                      |                                      |                                      |                                      |                    |                    |                                 |                                 |                                 |                                 |                                 |                                 |  |  |  |  |  |  |  |  |  |  |  |  |  |  |
|                      |                      |                      |                      |                      |                      |  |  |                      |                      |                            |                      |                      |                      |                    |                    |                                      |                                      |                                      |                                      |                                      |                                      |                    |                    |                                 |                                 |                                 |                                 |                                 |                                 |  |  |  |  |  |  |  |  |  |  |  |  |  |  |
|                      |                      |                      |                      |                      |                      |  |  |                      |                      | ビンス・マクマホン・シニア |                      |                      |                      |                    |                    |                                      |                                      |                                      |                                      |                                      |                                      |                    |                    |                                 |                                 |                                 |                                 |                                 |                                 |  |  |  |  |  |  |  |  |  |  |  |  |  |  |
|                      |                      |                      |                      |                      |                      |  |  |                      |                      |                            |                      |                      |                      |                    |                    |                                      |                                      |                                      |                                      |                                      |                                      |                    |                    |                                 |                                 |                                 |                                 |                                 |                                 |  |  |  |  |  |  |  |  |  |  |  |  |  |  |
|                      |                      |                      |                      |                      |                      |  |  |                      |                      | ビンス・マクマホン         | ビンス・マクマホン   | ビンス・マクマホン   | ビンス・マクマホン   | ビンス・マクマホン | ビンス・マクマホン |                                      |                                      | リンダ・マクマホン                   | リンダ・マクマホン                   | リンダ・マクマホン                   | リンダ・マクマホン                   | リンダ・マクマホン | リンダ・マクマホン |                                 |                                 |                                 |                                 |                                 |                                 |  |  |  |  |  |  |  |  |  |  |  |  |  |  |
|                      |                      |                      |                      |                      |                      |  |  |                      |                      | ビンス・マクマホン         | ビンス・マクマホン   | ビンス・マクマホン   | ビンス・マクマホン   | ビンス・マクマホン | ビンス・マクマホン |                                      |                                      | リンダ・マクマホン                   | リンダ・マクマホン                   | リンダ・マクマホン                   | リンダ・マクマホン                   | リンダ・マクマホン | リンダ・マクマホン |                                 |                                 |                                 |                                 |                                 |                                 |  |  |  |  |  |  |  |  |  |  |  |  |  |  |
|                      |                      |                      |                      |                      |                      |  |  |                      |                      |                            |                      |                      |                      |                    |                    |                                      |                                      |                                      |                                      |                                      |                                      |                    |                    |                                 |                                 |                                 |                                 |                                 |                                 |  |  |  |  |  |  |  |  |  |  |  |  |  |  |
|                      |                      |                      |                      |                      |                      |  |  |                      |                      |                            |                      |                      |                      |                    |                    |                                      |                                      |                                      |                                      |                                      |                                      |                    |                    |                                 |                                 |                                 |                                 |                                 |                                 |  |  |  |  |  |  |  |  |  |  |  |  |  |  |
| シェイン・マクマホン | シェイン・マクマホン | シェイン・マクマホン | シェイン・マクマホン | シェイン・マクマホン | シェイン・マクマホン |  |  | マリッサ・マズゥーラ | マリッサ・マズゥーラ | マリッサ・マズゥーラ       | マリッサ・マズゥーラ | マリッサ・マズゥーラ | マリッサ・マズゥーラ |                    |                    | ステファニー・マクマホン＝レヴェック | ステファニー・マクマホン＝レヴェック | ステファニー・マクマホン＝レヴェック | ステファニー・マクマホン＝レヴェック | ステファニー・マクマホン＝レヴェック | ステファニー・マクマホン＝レヴェック |                    |                    | ポール・レヴェック（トリプルH） | ポール・レヴェック（トリプルH） | ポール・レヴェック（トリプルH） | ポール・レヴェック（トリプルH） | ポール・レヴェック（トリプルH） | ポール・レヴェック（トリプルH） |  |  |  |  |  |  |  |  |  |  |  |  |  |  |
| シェイン・マクマホン | シェイン・マクマホン | シェイン・マクマホン | シェイン・マクマホン | シェイン・マクマホン | シェイン・マクマホン |  |  | マリッサ・マズゥーラ | マリッサ・マズゥーラ | マリッサ・マズゥーラ       | マリッサ・マズゥーラ | マリッサ・マズゥーラ | マリッサ・マズゥーラ |                    |                    | ステファニー・マクマホン＝レヴェック | ステファニー・マクマホン＝レヴェック | ステファニー・マクマホン＝レヴェック | ステファニー・マクマホン＝レヴェック | ステファニー・マクマホン＝レヴェック | ステファニー・マクマホン＝レヴェック |                    |                    | ポール・レヴェック（トリプルH） | ポール・レヴェック（トリプルH） | ポール・レヴェック（トリプルH） | ポール・レヴェック（トリプルH） | ポール・レヴェック（トリプルH） | ポール・レヴェック（トリプルH） |  |  |  |  |  |  |  |  |  |  |  |  |  |  |